# Christchurch
Christchurch (maorsky Ōtautahi) je největší město na Jižním ostrově na Novém Zélandu. Ve městě žije 359 900 obyvatel.
Nedaleko města leží hlavní přístav Jižního ostrova v přístavním městečku Lyttelton.

## Podnebí
Mírné oceánské. Protože je Christchurch na jižní polokouli, tak má léto od prosince do února a zimu od června do srpna. Mráz bývá jen v zimních měsících. Sníh se vyskytuje, většinou ovšem nevydrží ve městě déle než jeden týden. Kvůli své poloze je Christchurch v zimě náchylnější ke smogu. Smog je sice mnohem slabší než v jiných velkých městech na zeměkouli, ale v porovnání s ostatními městy Nového Zélandu je tu smog častější.
| Christchurch – podnebí      | Christchurch – podnebí | Christchurch – podnebí | Christchurch – podnebí | Christchurch – podnebí | Christchurch – podnebí | Christchurch – podnebí | Christchurch – podnebí | Christchurch – podnebí | Christchurch – podnebí | Christchurch – podnebí | Christchurch – podnebí | Christchurch – podnebí | Christchurch – podnebí |
| Období                      | leden                  | únor                   | březen                 | duben                  | květen                 | červen                 | červenec               | srpen                  | září                   | říjen                  | listopad               | prosinec               | rok                    |
| --------------------------- | ---------------------- | ---------------------- | ---------------------- | ---------------------- | ---------------------- | ---------------------- | ---------------------- | ---------------------- | ---------------------- | ---------------------- | ---------------------- | ---------------------- | ---------------------- |
| Nejvyšší teplota [°C]       | 28                     | 28                     | 25                     | 23                     | 20                     | 16                     | 16                     | 17                     | 20                     | 23                     | 25                     | 27                     | 17                     |
| Průměrné denní maximum [°C] | 22                     | 21                     | 20                     | 16                     | 14                     | 11                     | 11                     | 12                     | 15                     | 17                     | 18                     | 21                     | 16,5                   |
| Průměrná teplota [°C]       | 17                     | 16                     | 14,5                   | 11,5                   | 9                      | 6                      | 6,5                    | 7,5                    | 9,5                    | 11,5                   | 12                     | 15,5                   | 11,4                   |
| Průměrné denní minimum [°C] | 12                     | 11                     | 9                      | 7                      | 4                      | 1                      | 2                      | 3                      | 4                      | 6                      | 8                      | 10                     | 6,4                    |
| Nejnižší teplota [°C]       | 7                      | 6                      | 1                      | 1                      | −1                     | −3                     | −3                     | −2                     | 0                      | 1                      | 3                      | 6                      | −9                     |
| Průměrné srážky [mm]        | 46,4                   | 41,7                   | 57,5                   | 53,3                   | 57,6                   | 50,5                   | 68,3                   | 59,5                   | 41                     | 44,4                   | 49,9                   | 45,1                   | 615,2                  |
| Zdroj:                      |                        |                        |                        |                        |                        |                        |                        |                        |                        |                        |                        |                        |                        |

## Sport
V roce 1974 se ve městě konaly hry Commonwealthu.

## Katastrofy
Dne 4. září 2010 bylo město postiženo zemětřesením a 22. února 2011 následovalo další, ničivější.
V březnu 2019 pravicový extremista zabil desítky lidí ve dvou mešitách.

## Partnerská města
- Adelaide, Jižní Austrálie, Austrálie (1972)
- Christ Church, Spojené království (1972)
- Kurašiki, Japonsko (1973)
- Lan-čou, Čína (1984)
- Seattle, Washington, Spojené státy americké (1981)
- Okres Songpcha, Jižní Korea (1995)
- Wu-chan, Čína (2006)